# Max Douwes
Marcus Taco (Max) Douwes (Klijndijk, 22 mei 1923 – Hilversum, 23 maart 1998) was een Nederlandse radiomaker en televisieregisseur.
Douwes werd geboren in een onderwijzersgezin in Klijndijk en doorliep de HBS. Hij ging daarna geneeskunde studeren in Groningen maar maakte die studie om verschillende redenen niet af. Via oud-schoolgenoot Tonny van der Veen kwam hij terecht in het regionale radiowereldje van de RONO. Hier maakte hij furore met zijn Mans Tierelier-verhalen. De verhalen speelden zich af in een niet-bestaand dorp, rond de kroeg van Jans Druppien. Mans Tierelier was een rondzwervend muzikant die regelmatig het dorp aandeed en vertelde over zijn ontmoetingen met allerlei Drentse personages. De stemmen van de personages werden alle gedaan door Max Douwes zelf.
Max Douwes ging later voor de televisie werken. Zo was hij onder andere regisseur van de successerie Stiefbeen en zoon. Hij was een verdienstelijk dammer en genoot faam onder liefhebbers van deze sport als bedenker van damproblemen van hoog niveau. In 1975 ontving hij de Culturele prijs van Drenthe.
In december 2008 werd hem eer bewezen doordat het tijdschrift Spitwark een lustrumnummer aan hem wijdde.
In 2010 werd het Drentse deel van het archief van Max Douwes opgenomen in het Drents Archief. Dit werd gedaan tijdens de onthulling van een buste van Douwes door kunstenares Lia Krol.
Het beeld van Max Douwes dat op 21 mei 2010 werd geplaatst werd in oktober 2013 door bronsdieven gestolen. Er is op 03 juni 2016 een nieuw beeld gekomen, ditmaal van ijzer.
- Digitale Bibliotheek voor de Nederlandse Letteren: douw009
- Gemeinsame Normdatei: 1146474547
- International Standard Name Identifier: 0000 0003 6874 9301
- Nederlandse Thesaurus van Auteursnamen: 070116830
- Virtual International Authority File: 284055726
- WorldCat: E39PBJgRMWhqc9TDdjpcfxjcT3